# 呼图壁河

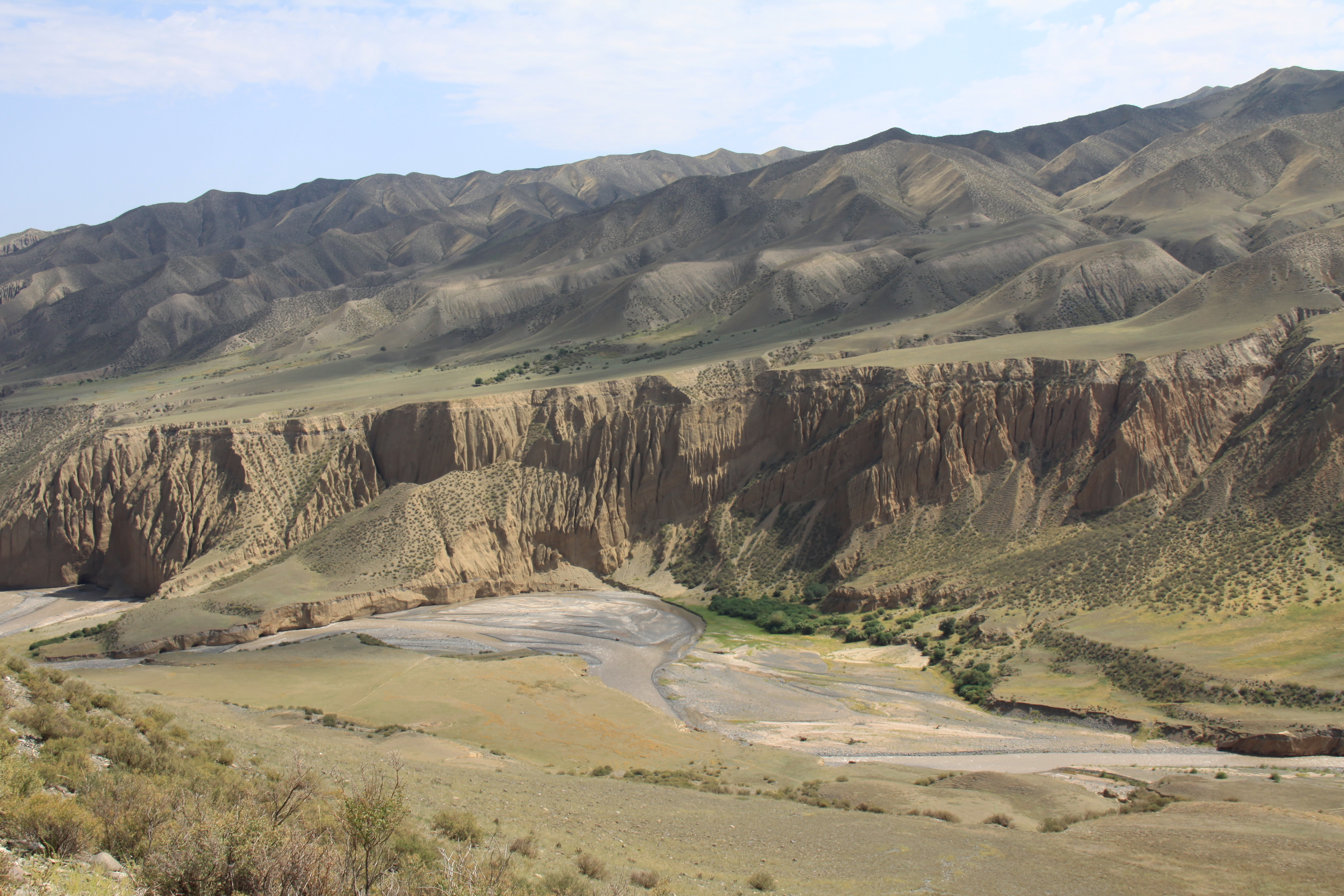
呼图壁河

呼图壁河，位于中华人民共和国新疆维吾尔自治区昌吉回族自治州呼图壁县境内的一条内流河，源流称哈普其克河，发源于呼图壁县南部天山山脉依连哈比尔尕山北坡乌拉茂能冰川区，由南向北流，经呼图壁林场、雀尔沟林场、石门水库等地，在出山口处建有青年渠渠首枢纽工程，河水通过枢纽引入青年渠等多支干渠。渠首枢纽以下河流出山口后分为多支，主河道向北经过石梯子哈萨克族乡、县城呼图壁镇，注入小海子水库、大海子水库、六号水库、八号水库等水库群，灌溉新疆生产建设兵团芳草湖总场、莫索湾灌区，河流余水最终散失于古尔班通古特沙漠。干流石门水文站以上河长96千米，流域面积1840平方千米，年均径流量4.662亿立方米。
根据《呼图壁县志》的记载，呼图壁河原稱呼图克拜郭勒，“呼图克拜”在准噶尔蒙古语中意思是“吉祥”，意译近似“有神的地方”，因此当地人称呼图壁是“有神灵”的地方。